# フロリアノーポリス
フロリアノーポリス (Florianópolis [floɾi.aˈnɔpolis]) は、ブラジル・サンタカタリーナ州の州都。サンタカタリーナ島と周辺の小島に立地している。ニューズウィーク誌で『最もダイナミックな10都市』の一つに選ばれた。 
フロリアノーポリスは、ブラジルの州都の中で島に立地する3都市のうちの一つである（その他は、サン・ルイス、ヴィトーリア）。人口のほとんどがサンタカタリーナ島の北半分で暮らす。南半分はあまり開発が進んでいない。建設当初はアゾレス諸島出身のポルトガル人が多く入植し、その後サンタカタリーナ州の他都市同様にドイツ系移民とイタリア系移民が入ってきて、強い影響を受けた。17世紀に周囲の小島に建設された要塞群が残る。白い砂浜を持つことから、観光客に人気の都市である。
エルシリオ・ルス国際空港があり、フロリアノーポリスと他都市を結ぶ国内線、国際線も運航している。
サンタカタリーナ連邦大学がある。

## 地理

### 気候
フロリアノーポリスは温暖湿潤気候である。四季の変化がはっきりとしている。霜は滅多にないが冬に時々ある。海に隣接しているために、平均湿度が80％である。一年を通じて広範囲で目立つ降雨量がある。1911年から1984年までの年平均降雨量は1521ミリだった。乾季がなく、夏は雨季となる。1月から3月の雨は増え、月160ミリである。4月から12月は降雨量がわずかに減少し、月平均100ミリとなる。雨の減る時期は6月から8月である。最も熱い時期の最高気温は26℃から31℃の間、最低気温は7.5℃から12℃の間である。観測史上最低気温は、1975年に記録した－2℃である。 

## 特徴

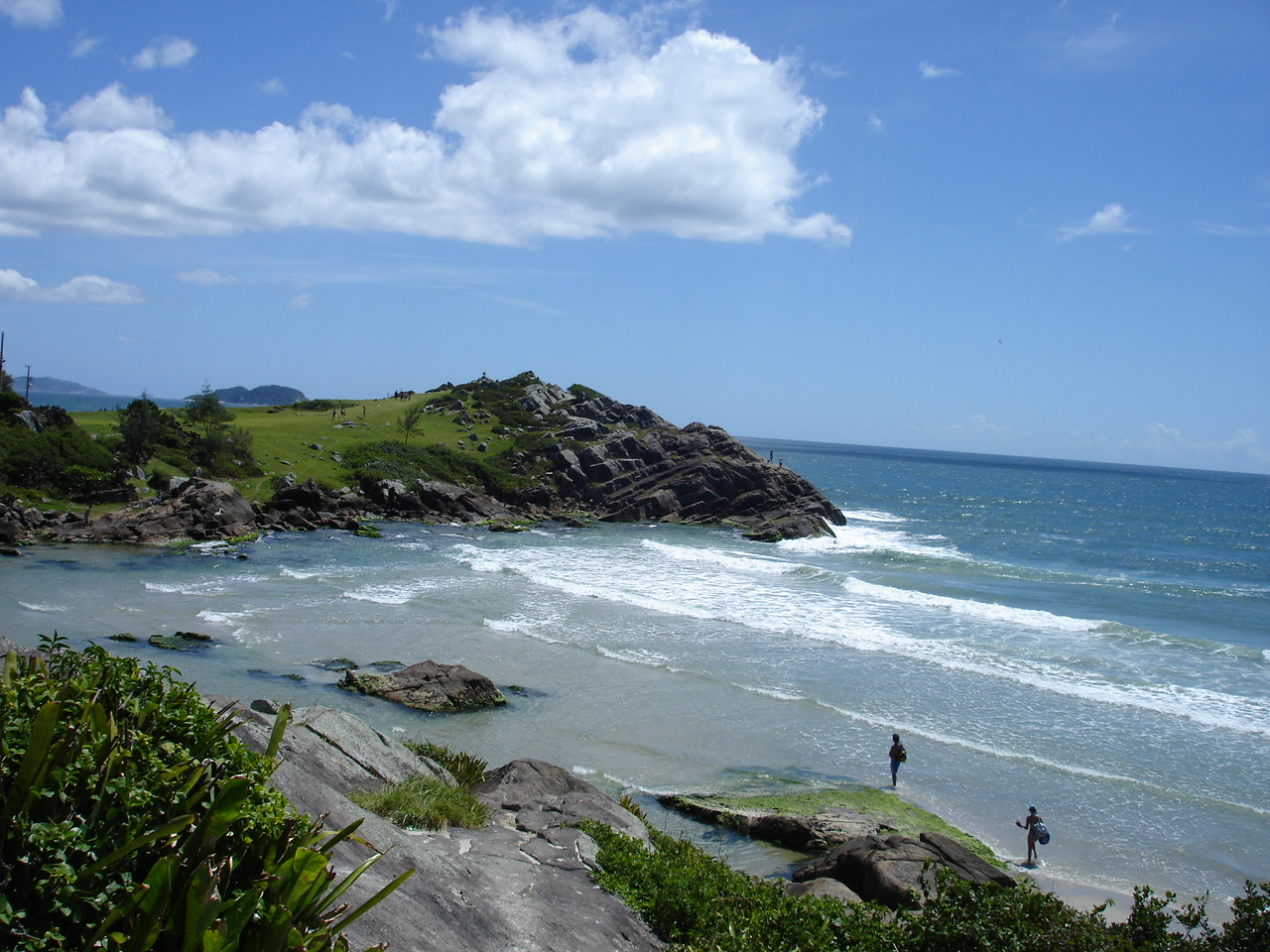
マタデイロ・ビーチとアルマサオン島

フロリアノーポリスはブラジルの州都の中でも生活レベルの高い都市である。ほとんどがヨーロッパ系移民を先祖に持つ市民で占められる。18世紀半ばに植民が始まったとき、アゾレス諸島出身のポルトガル人が多数を占めた。現在はこのポルトガル系と、後からやってきたドイツ系とイタリア系がほとんどを占めている。南端の自治体のいくつかは、先祖伝来の生活様式を守るところがあり、アゾレス諸島出身者を先祖に持つ自治体を例にすれば、方言、手工芸、祝祭を現在も守り続けている。一方で、市中心部はブラジル他都市からやってきた人々や、外国人が暮らすことから国際都市となっている。植民が始まった当初のサンタカタリーナ島は重要な捕鯨中心地だったが、現在はIT産業が盛んである。州の観光都市として、毎夏市の人口の3倍以上の人々がやってくる。
2006年の人種構成は、白人 (90.0%)、混血 (9.0%)、黒人 (1.0%)、その他 (0.1%)だった。

## 経済

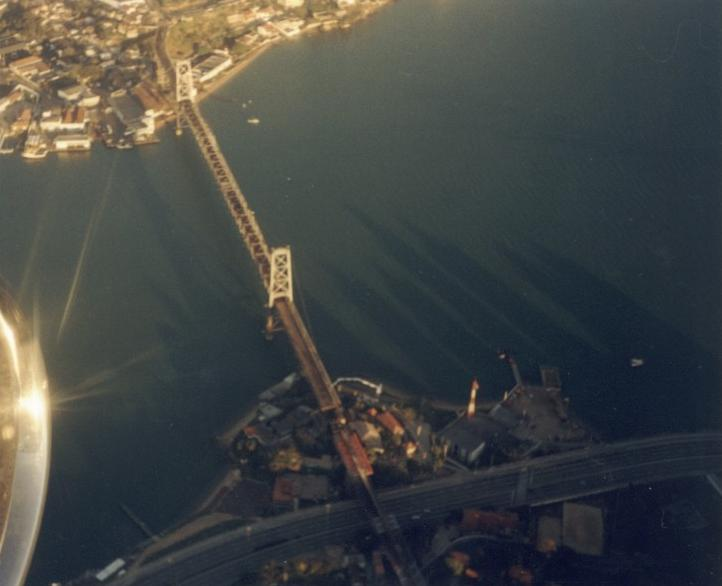
ヘルシリオ・ルス橋

フロリアノーポリス経済は、商業活動、公共サービス、変容する産業、観光が基盤となっている。最近は服飾産業とIT産業が経済発展を牽引している。島北部の砂浜を整備する公共事業は市の重要な経済活動でもある。
2004年度の市のGDPはR$ 4.283.628.000。
市民一人当たりの年間収入はR$ 11.071 (2004年)。

### レジャー
観光はフロリアノーポリス経済の根幹の一つである。多くの市民と観光客は、フロリアノーポリスはアゾレス諸島文化を建物、労働者気質、民俗、食文化と伝統信仰に著しく残しているとみなされている。人気のある白砂糖のような真っ白な砂浜は昔からの観光地で、最初に植民したアゾレス諸島人集落ラゴア・ダ・コンセイサオンなども含まれる。観光は過去10年間で顕著に成長し、ブラジル他都市（特にポルト・アレグレ、クリチバ、サンパウロ、リオデジャネイロ）や同様に南米各国（ブエノスアイレスからの直行便があるアルゼンチン）から多くの観光客がやってくる。ヨーロッパやアメリカ合衆国からの観光客も過去数年で非常に増え、2006年には市初の国際ホテルが開業した。バーラ・ダ・ラゴアは古風で趣があり、先祖伝来の漁業の村である。村は水路で潟と海がつながっていて、今は新しい高級宿泊施設ヴィラ・ヴィラルヴァがある。

## 教育
ポルトガル語が公用語である。しかし英語とスペイン語が高校の第2外国語となっている。

### 大学
- サンタカタリーナ連邦大学 (UFSC);

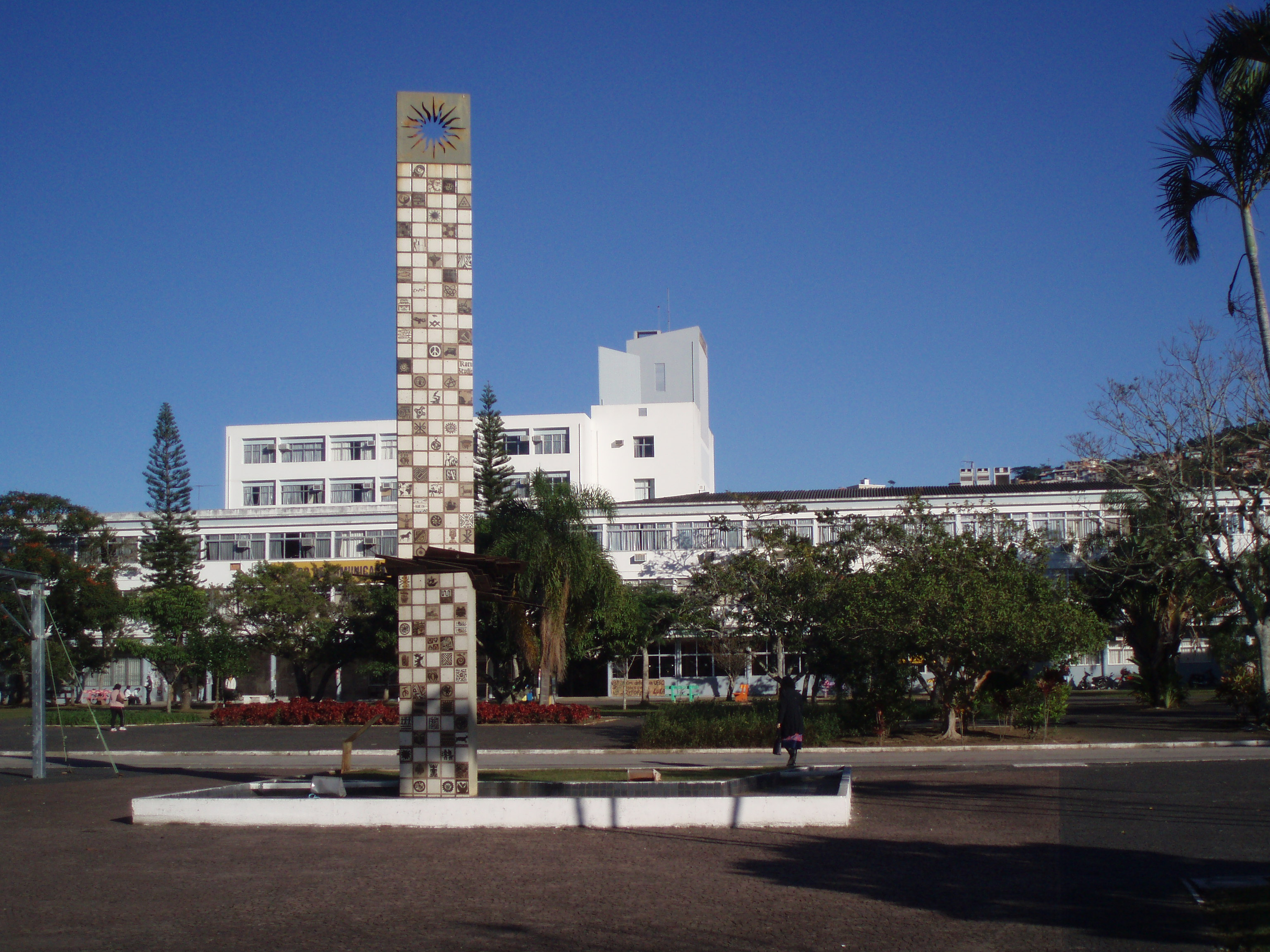
サンタカタリーナ連邦大学

- Universidade do Estado de Santa Catarina (UDESC);
- Complexo de Ensino Superior de Santa Catarina (CESUSC);
- Universidade do Sul de Santa Catarina (UNISUL);
- Universidade do Vale do Itajaí (UNIVALI);
- Faculdade Estácio de Sá;
- Centro Federal de Educação Tecnológica de Santa Catarina (Cefet-SC);

## 観光
ヘルシーリオ・ルス橋 - 70年以上前に架けられ、本土と島をつなぐ。よく絵はがきの題材になる。
クルース・エ・スーサ宮殿 - かつての政府庁舎で、文化財。
サント・アマロ・ダ・インペラトリス - ブラジル初の温水施設。
ホンテ・カルダス・ダ・インペラトリス (市営浴場) - 水温39℃に達する温水源。温水浴とハイドロマッサージが受けられる。
世界サーフ競技会 (WTC) - プロ・アマ両方の参加する競技会の主催地となっている。
神の祝祭 - イースターの40日後に行われる。帝国時代の扮装をした人々の行列が通りを練り歩く。バンド演奏やローカル・フードの屋台が出る。
プライア・ドス・イングレセス - 観光客に人気のあるビーチでありながら、イングレセスはアゾレス諸島人の植民時代の名残を今も残す。夏にはアルゼンチン観光客の人気の場所である。冬には漁業、伝統的な宗教行事と祝祭がある。
カンペチェ・ビーチ - 5キロメートルに渡り白い砂浜と、海からの大波が続く。サーフィンに適しておらず、砂浜でパーティーをしたり、サッカーをしたりする人が多い。また地元住民による漁業も行われている。
アルマサオン・ビーチ - アルマサオン漁業会社の建てたサンタアナ教会は、ビーチの歴史の一部である。かつて捕鯨関係者が出航前にミサに行っていた。次に、聖職者が浜へ下り、出航する船に祝福を与えていた。
ジョアキナ・ビーチ - 1970年代に世界中からやってきたサーファーたちが、波を求めてこのビーチへ来た。多くのサーフィン大会が開催されてきた。
プライア・ド・サンティーニョ - ほとんど人の手の入っていない、サンティーニョ・ビーチは主に自然を観光目的にやってきた人々が見つけた地である。サーファーが主な観光客で、彼らはサンティーニョをサンタカタリーナ島北部の最高のビーチだとしている。

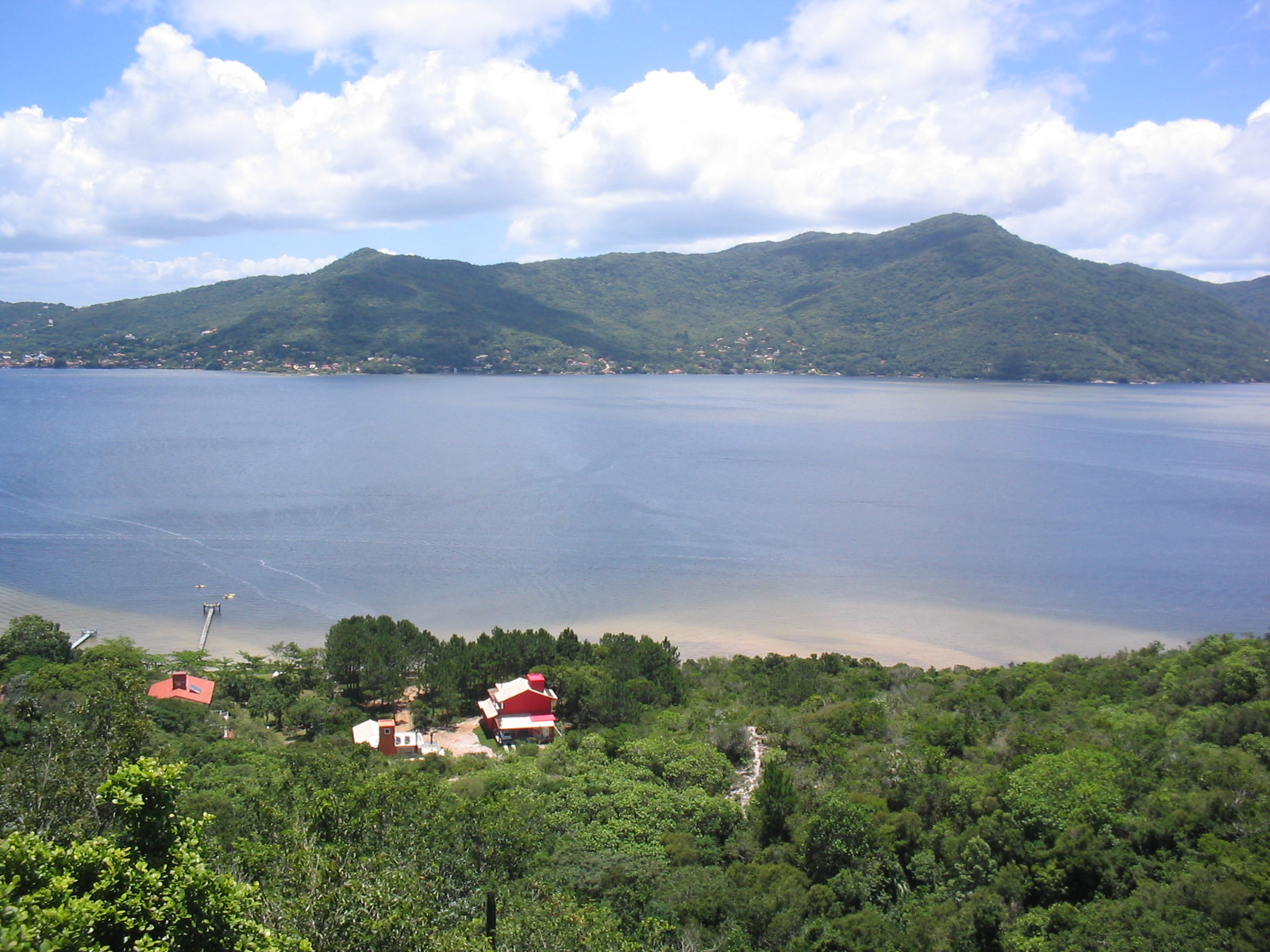
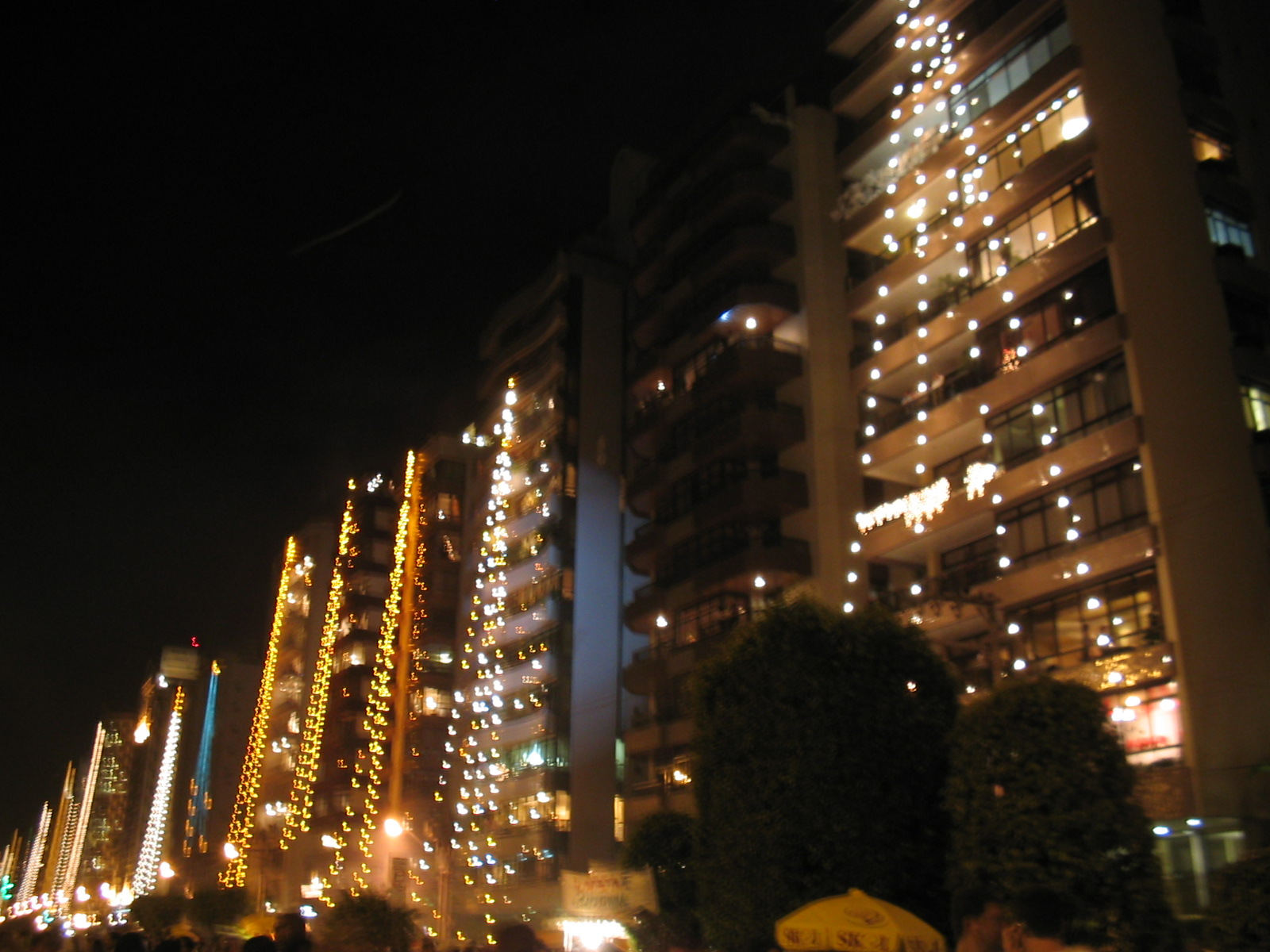
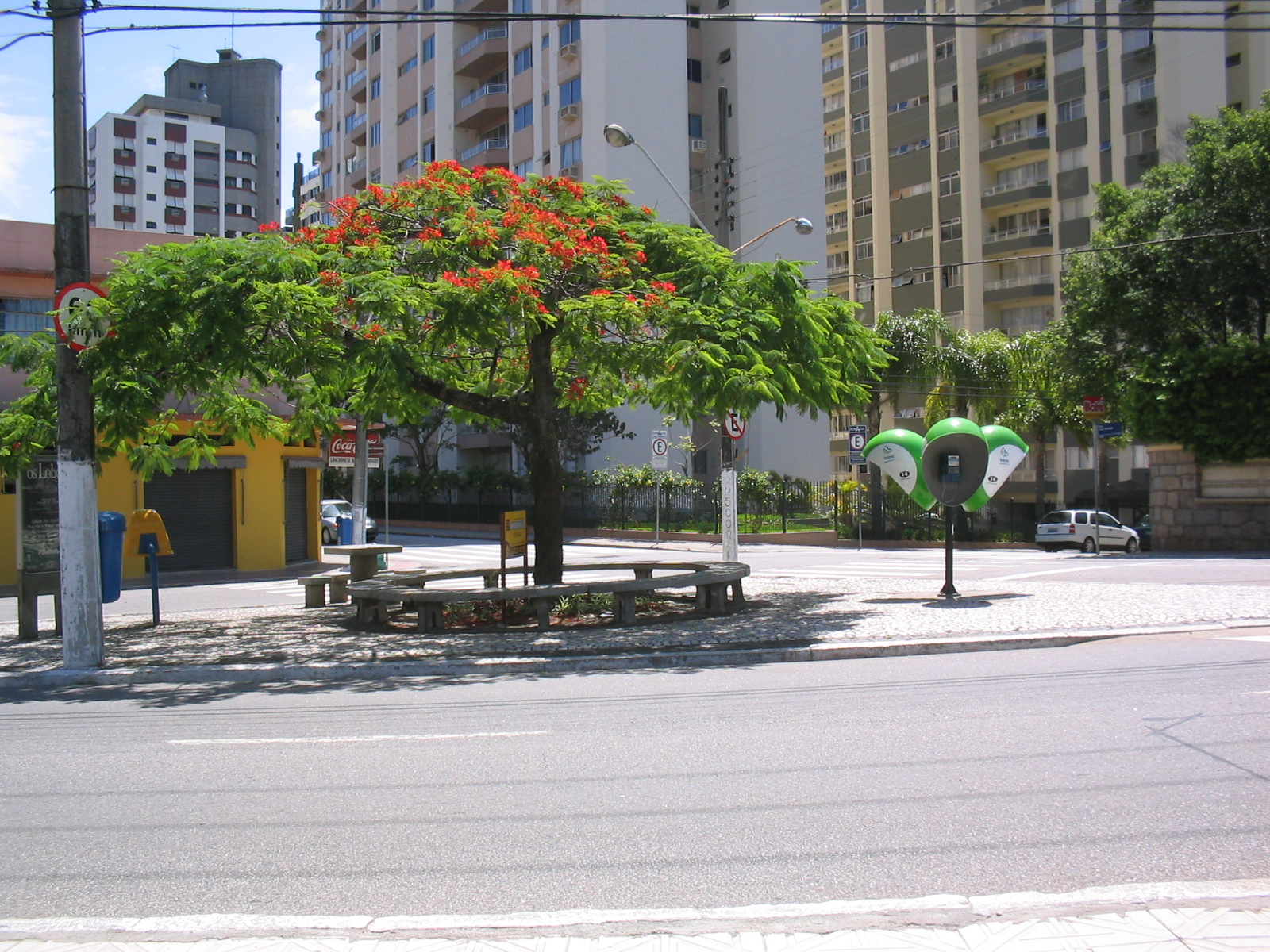
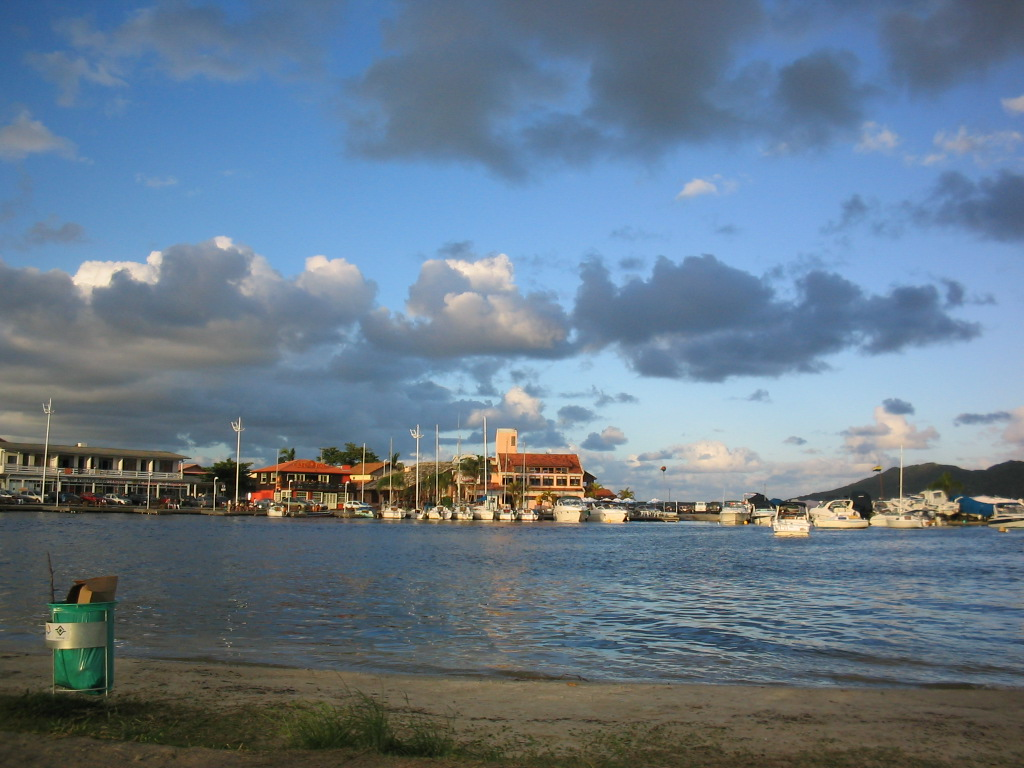
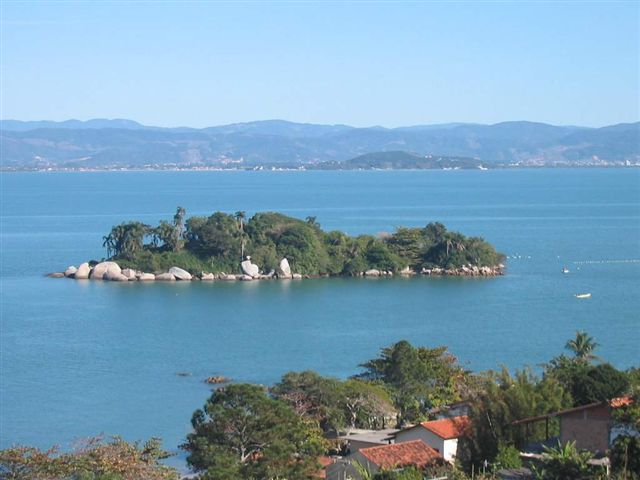
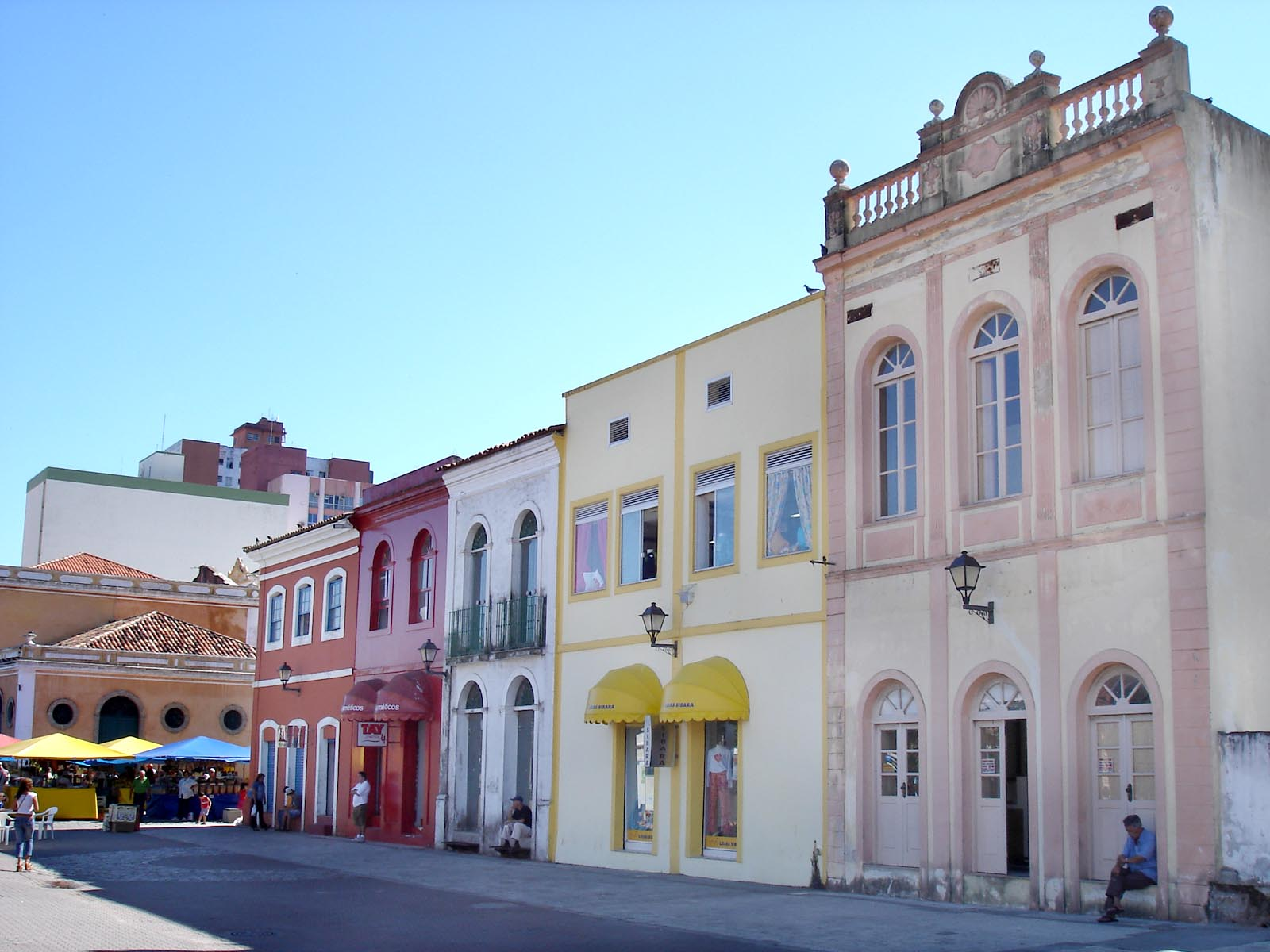
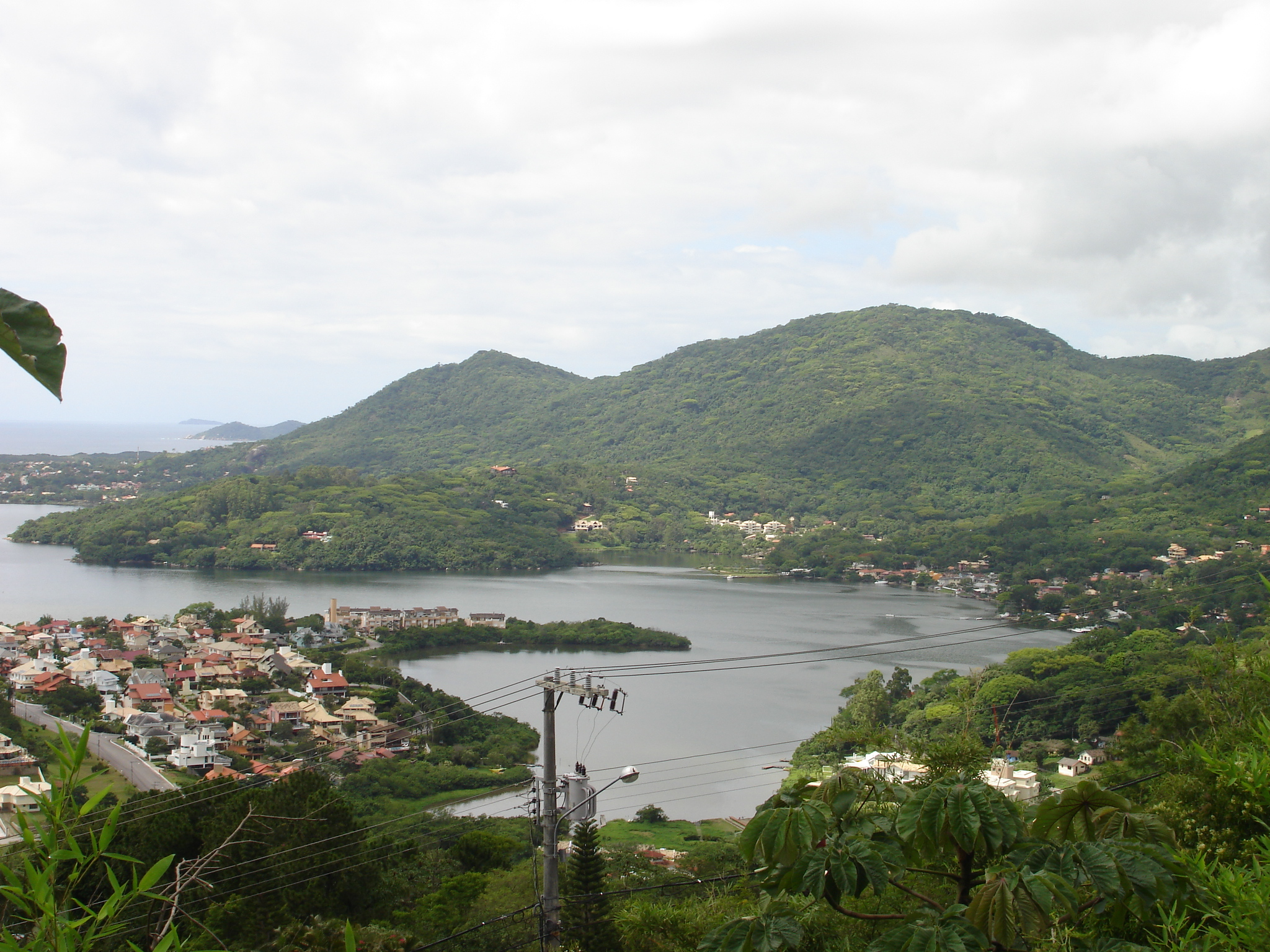
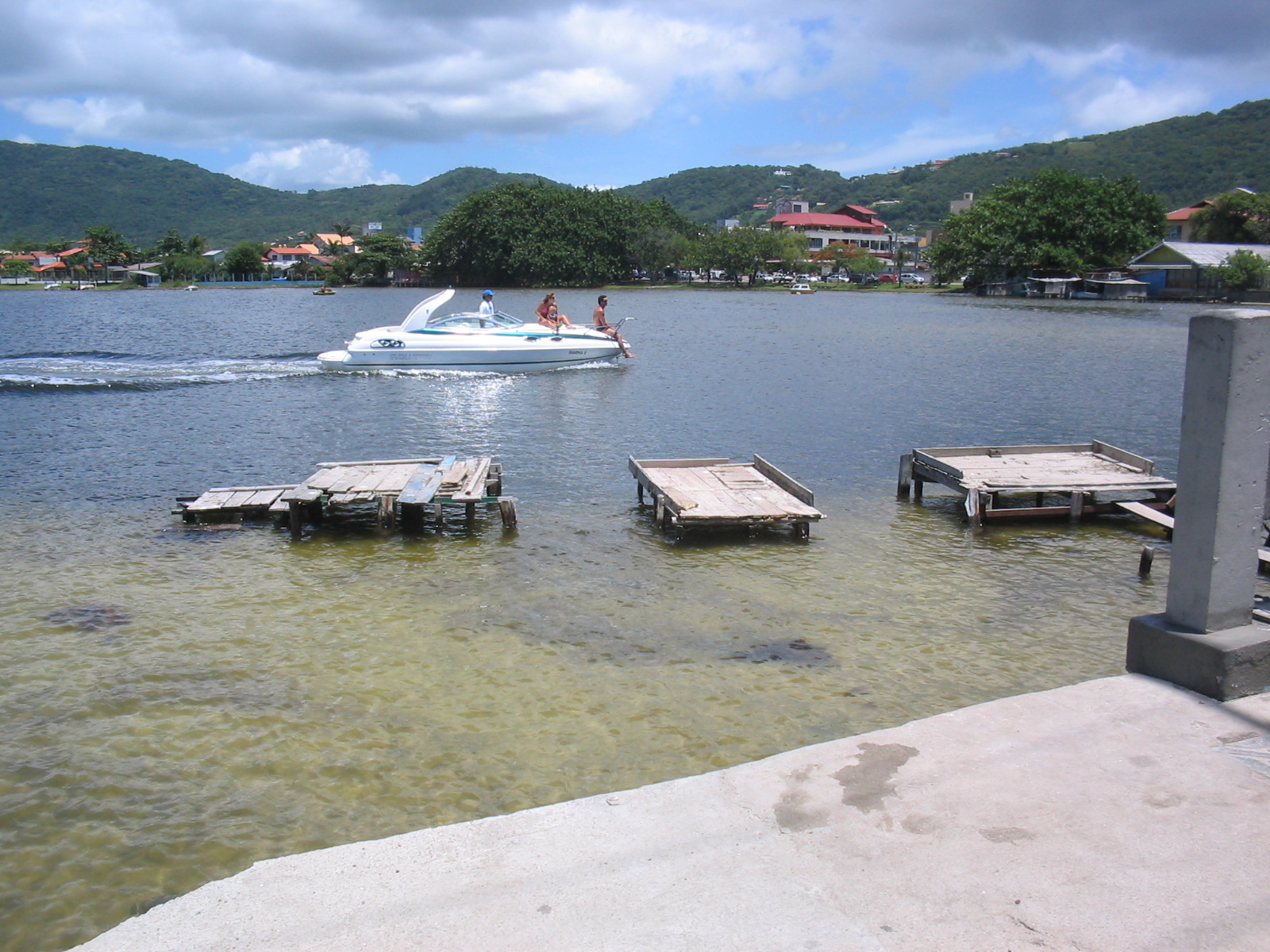

## 交通

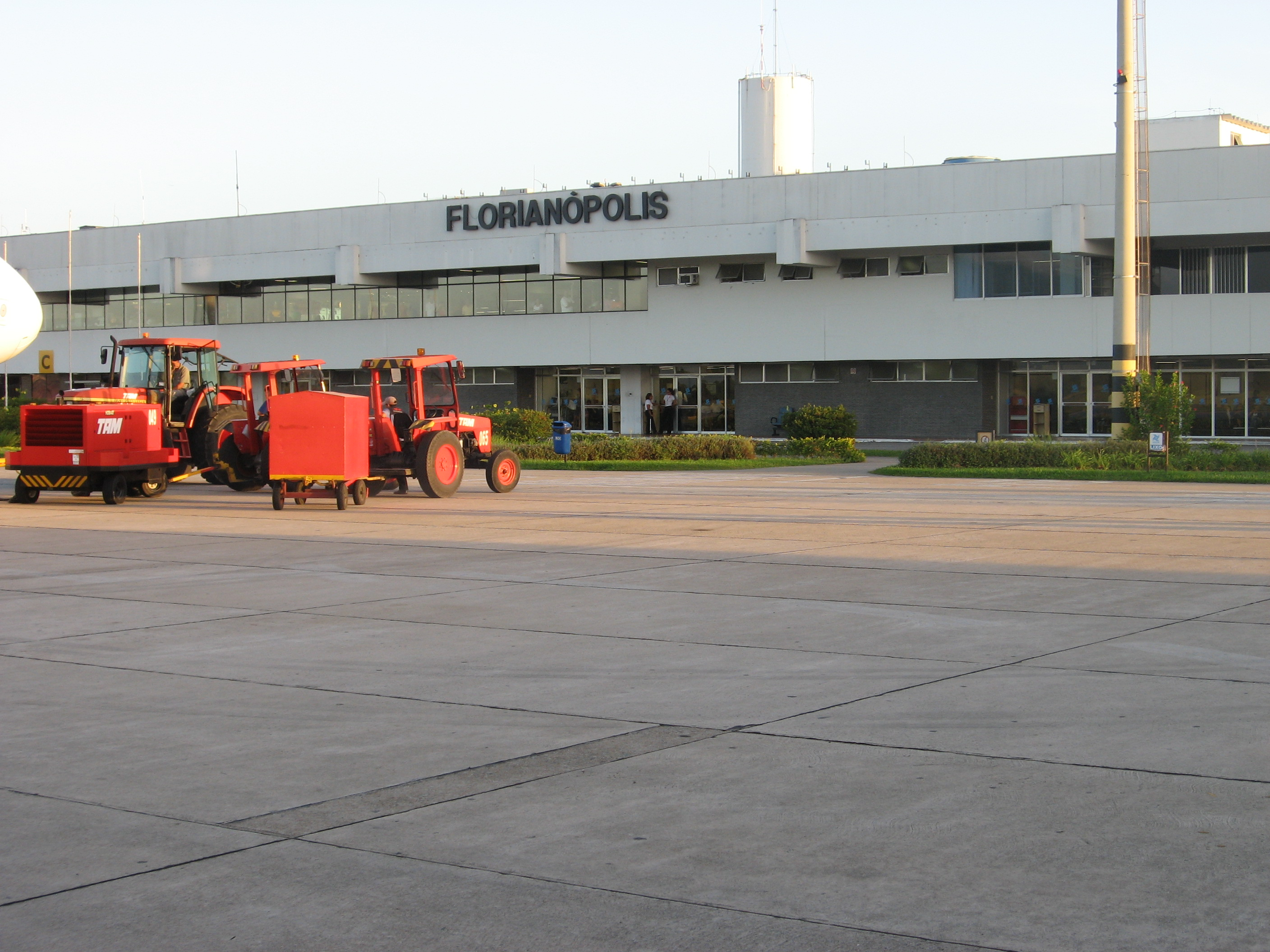
エルシリオ・ルス国際空港

### 空港
エルシリオ・ルス国際空港は国際線も就航している。年間約350万人が利用する。

### 道路

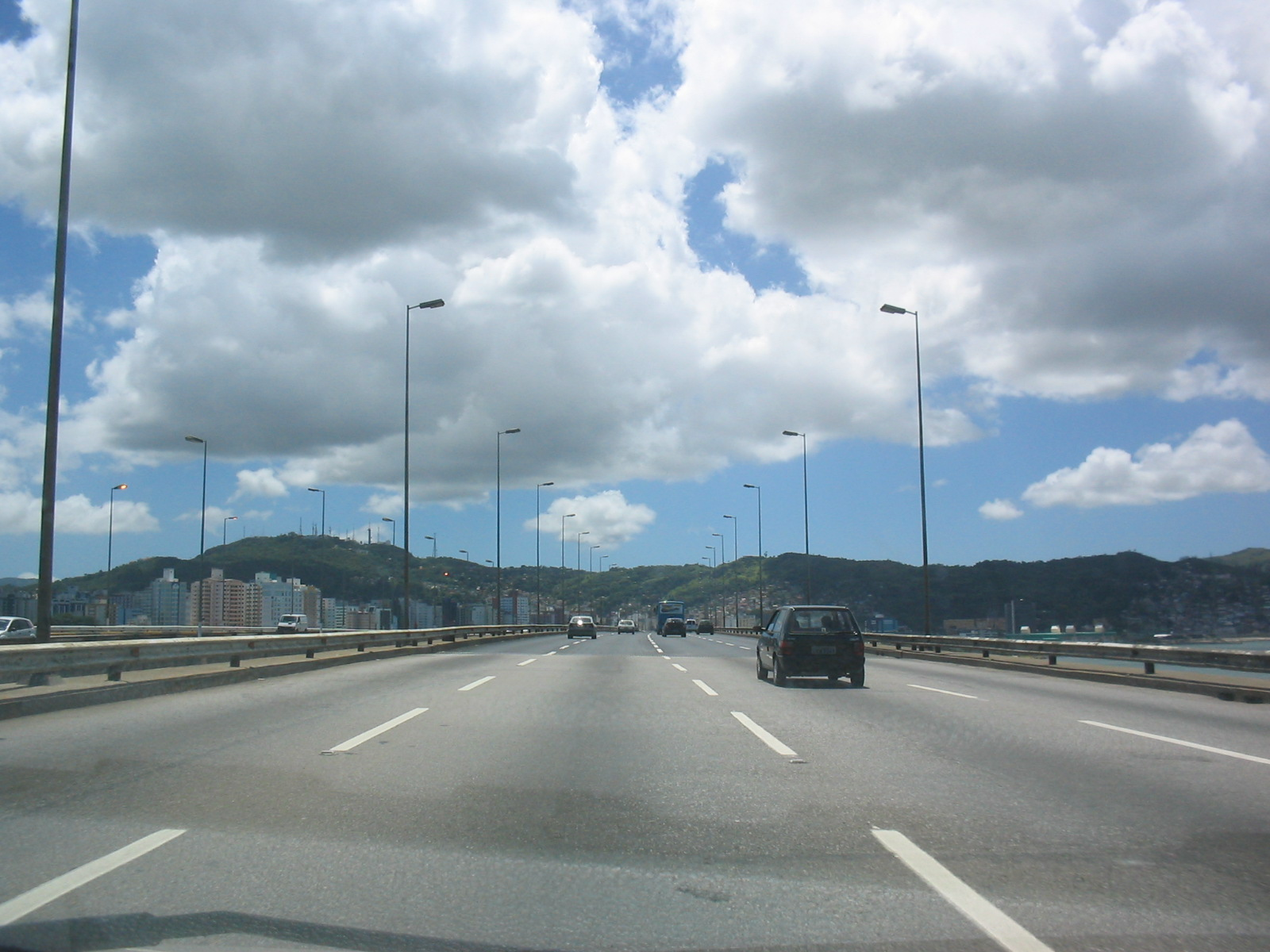
朝のフロリアノーポリス

ブラジル主要都市と、連邦高速道BR-101とBR-282でつながっている。 

### 距離
- クリチバ : 300 km
- ポルト・アレグレ : 466 km
- サンパウロ : 700 km
- リオデジャネイロ : 1,145 km
- ブラジリア : 1,673 km

## 近隣町村

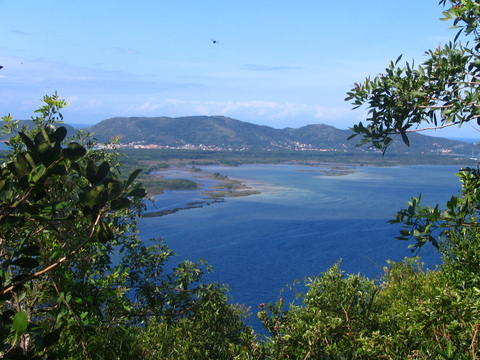
ラゴア・ダ・トリーリャ・デ・ラトネス

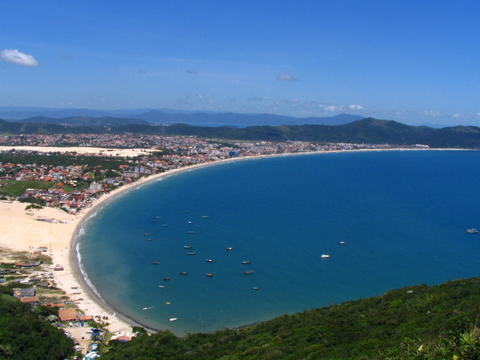
イングレセス・ビーチ

| - Abraão; - Agronômica; - Barra da Lagoa - Bom Abrigo; - Cachoeira do Bom Jesus; - Cacupé; - Campeche; - Canasvieiras; - Canto da Lagoa; - Capoeiras; - Carianos; - Carvoeira; - Centro; - Chácara do Espanha; - Coqueiros; - Córrego Grande; - Costa da Lagoa; - Costa de Dentro; - Estreito; - Ingleses do Rio Vermelho; - Itacorubi; - Itaguaçu; - Jardim Atlântico; | - João Paulo; - José Mendes; - Jurerê Internacional; - Jurerê; - Lagoa da Conceição; - Moçambique; - Monte Verde; - Morro das Pedras; - Pantanal; - Pântano do Sul; - Parque São Jorge; - Ponta das Canas; - Prainha; - Ratones; - Rio Vermelho; - Saco dos Limões; - Saco Grande; - Sambaqui; - Santa Mônica; - Santo Antônio de Lisboa; - Trindade; - Vargem do Bom Jesus; - Vargem Grande. |

## スポーツ

### サッカー
2つのプロ・クラブチームを持つ。2チームの対戦は『州都クラシック』("O Clássico da Capital") で知られる。
- フィゲイレンセFC
- アヴァイFC

### サーフィン

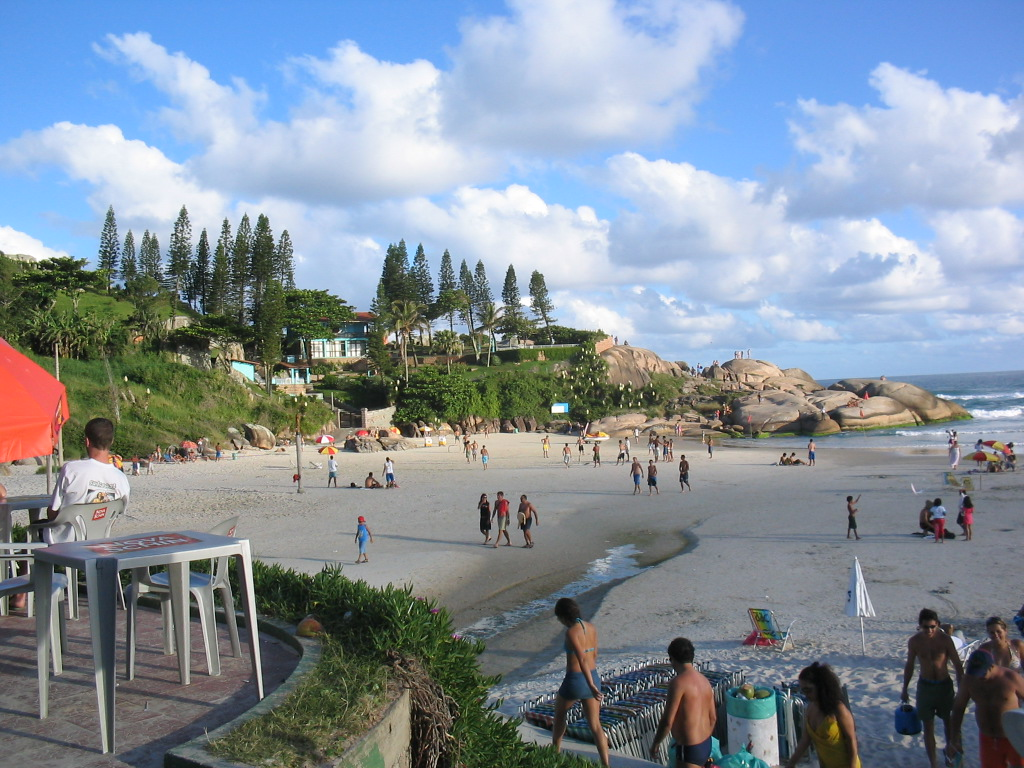
Florianópolis.

サンタカタリーナ島は、ブラジルでも最良で最も定期的に良い波のくる場所とされている。毎年11月初旬、サーフィンの世界チャンピオンツアーの開催地となっている。

## 著名な出身者
- フジネイ・ダ・ホーザ - サッカー選手
- グスタボ・クエルテン - プロテニス選手
- ソランジュ・ウィルバート - ファッションモデル
- フェルナンジーニョ - Jリーグでプレーするプロサッカー選手

## 姉妹都市
- マル・デル・プラタ（アルゼンチン）
- コルドバ（アルゼンチン）
- ルハン（英語版）（アルゼンチン）
- ロアノーク（アメリカ合衆国）
- サンディエゴ（アメリカ合衆国）
- イビサ島（スペイン）
- フライ・ベントス（ウルグアイ）
- ビニャ・デル・マール（チリ）
- プライア・ダ・ヴィトリア（英語版）（ポルトガル）
- ポンタ・デルガダ（ポルトガル）
- アングラ・ド・エロイズモ（ポルトガル）
- ポルト（ポルトガル）
- サン＝テティエンヌ（フランス）
- ハバナ（キューバ）
- プレジデント・フランコ地区（英語版）（パラグアイ）
- フェルナンド・デ・ラ・モラ（パラグアイ）
- アスンシオン、パラグアイ

## 参考項目
1. ↑  IBGE 2020
2. ↑   (Portuguese) (PDF) GDP. Florianópolis, Brazil: IBGE. (2004). ISBN 85-240-3919-1
3. ↑   (Portuguese) (PDF) per capita income. Florianópolis, Brazil: IBGE. (2004). ISBN 85-240-3919-1
4. ↑   (English) (PDF) Sofitel. Florianópolis, Brazil: Sofitel. (2006). ISBN 85-240-3919-1 2006年7月18日閲覧。
5. ↑   (English) (PDF) Nexus Surf. Florianópolis, Brazil: Nexus Surf. (2006). ISBN 85-240-3919-1 2006年7月18日閲覧。